# Sustainable
„Sustainable” (jap. サステナブル Sasutenaburu) – pięćdziesiąty szósty singel japońskiego zespołu AKB48, wydany w Japonii 18 września 2019 roku przez You! Be Cool.
Singel został wydany w siedmiu edycjach: trzech regularnych i trzech limitowanych (Type A, Type B, Type C) oraz „teatralnej” (CD). Osiągnął 1 pozycję w rankingu Oricon i pozostał na liście przez 20 tygodni. Singel zdobył status płyty Milion.

## Lista utworów
Wszystkie utwory zostały napisane przez Yasushiego Akimoto.

### Type A
| CD | CD                                                                  | CD              | CD              | CD      |
| Nr | Tytuł utworu                                                        | Kompozycja      | Aranżacja       | Długość |
| -- | ------------------------------------------------------------------- | --------------- | --------------- | ------- |
| 1. | „Sustainable” (jap. サステナブル)                                   | Yoshimasa Inoue | Yoshimasa Inoue | 4:23    |
| 2. | „Sukida Sukida Sukida” (jap. 好きだ 好きだ 好きだ) (wyk. Team 8)    | Yūsuke Itagaki  | Yūsuke Itagaki  | 3:37    |
| 3. | „Sustainable” (jap. サステナブル) (off vocal ver.)                  | Yoshimasa Inoue | Yoshimasa Inoue | 4:23    |
| 4. | „Sukida Sukida Sukida” (jap. 好きだ 好きだ 好きだ) (off vocal ver.) | Yūsuke Itagaki  | Yūsuke Itagaki  | 3:37    |

| DVD | DVD                                                              | DVD     |
| Nr  | Tytuł utworu                                                     | Długość |
| --- | ---------------------------------------------------------------- | ------- |
| 1.  | „Sustainable” (サステナブル) (Music Video)                       |         |
| 2.  | „Sukida Sukida Sukida” (jap. 好きだ 好きだ 好きだ) (Music Video) |         |

### Type B
| CD | CD                                                                     | CD              | CD              | CD      |
| Nr | Tytuł utworu                                                           | Kompozycja      | Aranżacja       | Długość |
| -- | ---------------------------------------------------------------------- | --------------- | --------------- | ------- |
| 1. | „Sustainable” (jap. サステナブル)                                      | Yoshimasa Inoue | Yoshimasa Inoue | 4:23    |
| 2. | „Seishun Da Capo” (jap. 青春ダ・カーポ) (wyk. AKB48 Coupling Senbatsu) | Daisuke Toyama  | APAZZI          | 3:53    |
| 3. | „Sustainable” (jap. サステナブル) (off vocal ver.)                     | Yoshimasa Inoue | Yoshimasa Inoue | 4:23    |
| 4. | „Seishun Da Capo” (jap. 青春ダ・カーポ) (off vocal ver.)               | Daisuke Toyama  | APAZZI          | 3:53    |

| DVD | DVD                                                   | DVD     |
| Nr  | Tytuł utworu                                          | Długość |
| --- | ----------------------------------------------------- | ------- |
| 1.  | „Sustainable” (サステナブル) (Music Video)            |         |
| 2.  | „Seishun Da Capo” (jap. 青春ダ・カーポ) (Music Video) |         |

### Type C
| CD | CD                                                                | CD              | CD              | CD      |
| Nr | Tytuł utworu                                                      | Kompozycja      | Aranżacja       | Długość |
| -- | ----------------------------------------------------------------- | --------------- | --------------- | ------- |
| 1. | „Sustainable” (jap. サステナブル)                                 | Yoshimasa Inoue | Yoshimasa Inoue | 4:23    |
| 2. | „Monica, Yoake da” (jap. モニカ、夜明けだ) (wyk. 48 Group NEXT12) | Yoshimasa Inoue | Yoshimasa Inoue | 3:54    |
| 3. | „Sustainable” (jap. サステナブル) (off vocal ver.)                | Yoshimasa Inoue | Yoshimasa Inoue | 4:23    |
| 4. | „Monica, Yoake da” (jap. モニカ、夜明けだ) (off vocal ver.)       | Yoshimasa Inoue | Yoshimasa Inoue | 3:54    |

| DVD | DVD                                                      | DVD     |
| Nr  | Tytuł utworu                                             | Długość |
| --- | -------------------------------------------------------- | ------- |
| 1.  | „Sustainable” (サステナブル) (Music Video)               |         |
| 2.  | „Monica, Yoake da” (jap. モニカ、夜明けだ) (Music Video) |         |

### Wer. teatralna
| CD | CD | CD              | CD              | CD      |
| Nr | Tytuł utworu                                                                                                  | Kompozycja      | Aranżacja       | Długość |
| -- | --- | --------------- | --------------- | ------- |
| 1. | „Sustainable” (jap. サステナブル)                                                                             | Yoshimasa Inoue | Yoshimasa Inoue | 4:23    |
| 2. | „Nagareboshi ni nani o negaeba ii no darō” (jap. 流れ星に何を願えばいいのだろう) (wyk. Sōkantoku to Captains) | aokado          | aokado          |         |
| 3. | „Sustainable” (jap. サステナブル) (off vocal ver.)                                                            | Yoshimasa Inoue | Yoshimasa Inoue | 4:23    |
| 4. | „Nagareboshi ni nani o negaeba ii no darō” (jap. 流れ星に何を願えばいいのだろう) (off vocal ver.)             | aokado          | aokado          |         |

## Skład zespołu
| „Sustainable” |
| --- |
| Yokoyama Yui nie uczestniczyła w kręceniu teledysku do piosenki z powodu konfliktu w harmonogramie. - AKB48 Team A: Mion Mukaichi, Yui Yokoyama - AKB48 Team K: Tōmu Muto, Moeka Yahagi (środek) - AKB48 Team B: Yuki Kashiwagi - AKB48 Team 4: Yuiri Murayama - AKB48 Team 4 / STU48: Nana Okada - AKB48 Team 8 / AKB48 Team A: Rin Okabe, Yui Oguri - AKB48 Team 8 / AKB48 Team K: Narumi Kuranoo - AKB48 Team 8 / AKB48 Team 4: Nagisa Sakaguchi - SKE48 Team S: Jurina Matsui - SKE48 Team E: Akari Suda - NMB48 Team N: Akari Yoshida - NMB48 Team M: Miru Shiroma - HKT48 Team H: Miku Tanaka - NGT48: Hinata Honma - STU48: Chiho Ishida, Yumiko Takino |

| „Sukida Sukida Sukida” |
| --- |
| - AKB48 Team 8: Rissen Airi - AKB48 Team 8 / AKB48 Team A: Rin Okabe, Yui Oguri (środek), Miu Shitao - AKB48 Team 8 / AKB48 Team K: Erina Oda, Narumi Kuranoo, Yui Yokoyama - AKB48 Team 8 / AKB48 Team B: Nao Ōta, Akari Satō, Nanase Yoshikawa - AKB48 Team 8 / AKB48 Team 4: Hatsuka Utada, Momoka Ōnishi, Yurina Gyōten, Nagisa Sakaguchi, Nanami Satō, Serika Nagano |

| „Seishun Da Capo” |
| --- |
| - AKB48 Team A: Rena Katō, Kurumi Suzuki, Manaka Taguchi, Erii Chiba, Rei Nishikawa, Ayaka Maeda, Suzuha Yamane - AKB48 Team K: Haruka Komiyama - AKB48 Team B: Saho Iwatate, Satone Kubo, Yukari Sasaki, Megu Taniguchi, Yui Hiwatashi, Seina Fukuoka - AKB48 Team 4: Nanami Asai (środek), Kaori Inagaki |

| „Monica, Yoake da” |
| --- |
| - AKB48 Team B: Maho Omori - AKB48 Team 4: Mizuki Yamauchi (środek) - SKE48 Team E: Kaho Satō, Oka Suenaga - NMB48 Team BII: Cocona Umeyama (środek), Ayaka Yamamoto - HKT48 Team KIV: Hirona Unjō - HKT48 Team TII: Hinata Matsumoto - NGT48: Moeka Takakura - NGT48 Kenkyūsei: Saaya Kawagoe - STU48: Mitsuki Imamura, Hina Iwata |

| „Nagareboshi ni nani o negaeba ii no darō” |
| --- |
| - AKB48 Team A: Mion Mukaichi - AKB48 Team K: Haruka Komiyama - AKB48 Team B: Saho Iwatate - AKB48 Team 4: Yuiri Murayama - AKB48 Team 8 / AKB48 Team A: Rin Okabe |

## Notowania
| Lista                             | Pozycja |
| --------------------------------- | ------- |
| Oricon Weekly Singles Chart       | 1       |
| Oricon Yearly Singles Chart       | 1       |
| Billboard Japan Hot 100           | 1       |
| Billboard Japan Hot Singles Sales | 1       |

## Sprzedaż
| Dane wg         | Sprzedaż   |
| --------------- | ---------- |
| Oricon          | 1 412 586  |
| Billboard Japan | 1 668 252+ |